# Quinto Plaucio
Quinto Plaucio (en latín, Quintus Plaucius) fue un senador romano del siglo I, cuyo cursus honorum transcrurrió bajo el imperio de Tiberio. 

## Familia
Era hijo de Aulus Plautius, cónsul sufecto en 1 a. C., y hermano menor de Aulus Plautius, cónsul sufecto en 29 y famoso general a las órdenes del emperador Claudio I durante la conquista de Britannia.

## Carrera política
Los detalles de su carrera nos son desconocidos y sólo sabemos que alcanzó el honor de consul ordinarius en 36.